# Jacques Loew
Jacques Loew (* 31. August 1908 in Clermont-Ferrand; † 14. Februar 1999 im Kloster Échourgnac) war ein französischer Dominikaner, Arbeiterpriester, Gründer der Arbeitermission St. Peter und Paul (MOPP) und der École de la Foi in Freiburg (Schweiz).

## Leben
Jacques Loew studierte nach seinem Abitur 1928 Jura und war als Rechtsanwalt in Nizza tätig. Während eines längeren Aufenthalts in einem Schweizer Sanatorium verbrachte er die Karwoche in der Kartause La Valsainte, wo er am Gründonnerstag den Mönchen bei der Eucharistiefeier zuschaute. Dieses Erlebnis und die Lektüre der Evangelien führten zu seiner Bekehrung. 1934 trat er in das Noviziat der Dominikaner in Saint Maximin im Département Var ein. 1939 empfing er nach einer theologischen Ausbildung die Priesterweihe.
1941 gründete er mit dem Pater Louis-Joseph Lebret das Studienzentrum „Économie et humanisme“  und wurde Arbeiterpriester. Drei Jahre lang arbeitete er  als Docker im Hafen von Marseille. 1943 veröffentlichte er eine Studie Les Dockers de Marseille, und seine darin gemachten Vorschläge flossen in ein Gesetz ein, durch das die schweren Arbeitsbedingungen der Hafenarbeiter verbessert wurden. In diese Zeit fiel auch seine Freundschaft mit Madeleine Delbrêl, die bis zu Madeleines Tod am 13. Oktober 1964 andauerte. 1946 erhielt Jacques Loew  eine Pfarrei in La Cabucelle, einem Stadtviertel von Marseille und arbeitete noch als Docker. Das Projekt der Arbeiterpriester wurde zu Beginn von den französischen Bischöfen, den Orden und der römischen Kurie gefördert. Emmanuel Kardinal Suhard, der auch Erzbischof von Paris war, blieb bis zu seinem Tode im Jahr 1949 ein Fürsprecher der Arbeiterpriester. Doch wurden bald Befürchtungen laut, die kommunistische Partei Frankreichs könnte über ihre Gewerkschaft die Arbeiterpriester indoktrinieren. Am 1. März 1954 erklärte Papst Pius XII. die Mission unter den Arbeitern für beendet. Die Priester erhielten von ihren Bischöfen oder Ordensoberen den Bescheid, ihre Arbeitsstelle aufzugeben. Jacques Loew befolgte die Anordnung, doch schrieb er einen Tag später an seinen Ordensoberen, dass das Problem des Unglaubens unter den Arbeitern mit dieser Maßnahme nicht gelöst wäre. Auf dem Zweiten Vatikanischen Konzil erhielten die Priester wieder das Zugeständnis, eine manuelle Arbeit ausüben zu können. Das Verbot der Arbeiterpriester war damit faktisch aufgehoben.
Im Laufe des Jahres 1955 gründete Jacques Loew zusammen mit gleichgesinnten Laien und Priestern die Mission Ouvrière Saints Pierre et Paul (MOPP). Im August 1956 trafen sich die Mitglieder der Arbeitermission St. Peter und Paul zur Weiterbildung und zu Exerzitien bei den Zisterziensern im Kloster Cîteaux. Anfang der 1960er Jahre ging Jacques Loew mit zwei Mitgliedern der MOPP nach Brasilien und hielt sich die folgenden Jahre jeweils etwa neun Monate in diesem Land auf. In dieser Zeit gründete die MOPP erste Gemeinden in Brasilien.  Im August 1973 trat er auf der Hauptversammlung der MOPP als deren verantwortlicher Leiter zurück.
1968 hatte Jacques Loew zusammen mit dem Pater René Voillaume die École de la Foi in Fribourg (Schweiz) gegründet. 1969 schloss er dazu einen Kooperationsvertrag mit der Universität Fribourg. Die École de la Foi bildete Laien und Priester für die Glaubensverkündigung aus und hatte bald auch Schulen in anderen Ländern Europas und in Afrika. Trotz zunehmender Schwierigkeiten, insbesondere bei der Visabeschaffung für die Afrikaner, setzte die École de la Foi ihre Tätigkeit über 30 Jahre lang fort, und sie schaffte es, in Yamoussoukro (Elfenbeinküste) Fuß zu fassen. Jacques Loew war mit Papst Paul VI. freundschaftlich verbunden. 1970 wurde er von ihm eingeladen, die Fastenexerzitien im Vatikan zu halten. Diese Meditationen wurden unter dem Titel Ce Jésus qu’on appelle Christ veröffentlicht und sind in Deutsch unter dem Titel Christusmeditationen erschienen. Die letzten achtzehn Jahre seines Lebens verbrachte Jacques Loew zurückgezogen in verschiedenen Klöstern, zuerst in Cîteaux, dann in dem Kloster Tamié, danach bei den Eremiten in Saint Jean de l’Albère und schließlich in der Abtei Echourgnac. Dort starb er am 14. Februar 1999 im Alter von 90 Jahren.

## Ehrungen
1989 wurde Jacques Loew für sein Lebenswerk mit dem Grand prix catholique de littérature geehrt.

## Nachlass
Der Nachlass von Jacques Loew wurde von der Ecole de la Foi 2007 an das Archiv des Centre d’études du Saulchoir übergeben.

## Schriften
- Tagebuch einer Arbeitermission, zusammen mit Toni Ronstadt, Matthias Grünewald Verlag, 1960 (Journal d’une mission ouvrière, 1963)
- Auf dein Wort hin, ein Bild des Apostels heute, Verlag Styria, 1968 (Comme s’il voyait l’invisible, un portrait de l’apôtre aujourd’hui, 1979)
- Das Abenteuer des Glaubens, Rex-Verlag, 1970
- Wir Nachbarn der Kommunisten: Diagnosen, zusammen mit Madeleine Delbrêl, Johannes Verlag, 1975
- Ihr sollt meine Jünger sein. Schule des Glaubens, Herder, 1978 (Vous serez mes disciples, 1978)
- In der Schule großer Beter, Herder, 1983 (La prière à l’école des grands priants, 1975, 1985)
- Der verborgene Schatz. Fabeln und Parabeln,  zusammen mit Jacques Faizant, Herder, 1985 (Paraboles et Fariboles, 1978)
- Er gab mir ein Zeichen. Meine Glaubensgeschichte, Herder, 1986 (Mon Dieu dont je suis sûr, 1983)